# Orchamoplatus dentatus
Orchamoplatus dentatus là một loài côn trùng cánh nửa trong họ Aleyrodidae, phân họ Aleyrodinae.
Orchamoplatus dentatus được Dumbleton miêu tả khoa học đầu tiên năm 1956.